# Les Dix Commandements
Les Dix Commandements is een musical geschreven door Élie Chouraqui en Pascal Obispo, die zijn première had in het Palais des sports de Paris Parijs, in oktober 2000. De musical gaat over het Oude Egypte uit het oude testament. Het verhaal van Mozes van geboorte, de vlucht uit Egypte en de stenen tafels met de 10 geboden. Musical in een moderne jas.